# Nach dem Wieschen 1
Das Fachwerkhaus in der Straße Nach dem Wieschen 1 ist ein Bauwerk in Darmstadt-Arheilgen.

## Geschichte und Beschreibung
Das seltene Kniestockwohnhaus wurde im Jahre 1782 erbaut.
Das eineinhalb geschossige giebelständige Fachwerkgebäude besitzt ein Satteldach.
Die konstruktive Besonderheit dieses Haustyps liegt darin, dass die Traufe um das Maß der Brüstung höher liegt als die geschossbestimmende Balkenlage zwischen dem Erdgeschoss und dem Obergeschoss.
Es wird dadurch eine bessere Wohnraumnutzung im Obergeschoss erreicht.
Erdgeschoss und Kniestock haben je einen eigenen Eckpfosten; der oben nur als kurzer Stumpf ausgebildet ist.
Die Gefache der beiden Wandteile haben keine Beziehung zueinander.

## Denkmalschutz
Das Kniestockhaus ist ein Unikat im ländlichen Umfeld von Darmstadt.
Es ist aus architektonischen und stadtgeschichtlichen Gründen ein Kulturdenkmal.